# Fundamentální teologie
Fundamentální teologie je teologická disciplína, která kriticky zkoumá základy (latinsky fundamenta) křesťanské víry, které vymezuje vůči ostatním náboženstvím a světovým názorům. Fundamentální teologií se zabývají obvykle pouze katoličtí teologové.
Počátky fundamentální teologie se obvykle spojují s působením křesťanských apologetů ve 2. století. Označení fundamentální teologie pak pochází z 19. století. Zajímavé je, že fundamentální teologie se pod tímto názvem poprvé na světě učila na teologické fakultě v Praze.
Z apologetiky fundamentální teologie převzala tři klasické traktáty:
- De religione (O náboženství), který je vymezením vůči ateismu;
- De revelatione (O zjevení), který rozumově reflektuje křesťanství jako náboženství založené na zjevení;
- De ecclesia (O církvi), který obhajuje existenci církve coby nositelky zjevení.

Existují ovšem i nové pokusy o systematizaci látky, které se od klasického pojetí liší.